# Jezioro Kopań
Jezioro Kopań este o arie protejată (sit de importanță comunitară — SCI) din Polonia întinsă pe o suprafață de 1.166,48 ha, integral pe uscat.

## Localizare
Centrul sitului Jezioro Kopań este situat la coordonatele 54°29′34″N 16°27′40″E / 54.4927°N 16.4612°E.

## Înființare
Situl Jezioro Kopań a fost declarat sit de importanță comunitară în octombrie 2009 pentru a proteja un număr necunoscut de specii din flora spontană și fauna sălbatică aflate în arealul zonei.

## Biodiversitate
Situată în ecoregiunea continentală, aria protejată conține 10 habitate naturale: Lagune de coastă, Faleze cu vegetație de pe coastele atlantice și baltice, Dune mobile cu vegetație embrionară, Dune mobile de-a lungul țărmului cu Ammophila arenaria („dune albe”), Dune de coastă fixe cu vegetație erbacee („dune gri”), Dune împădurite din regiunile atlantică, continentală și boreală, Păduri de fag Luzulo-Fagetum, Estuare, Păduri acidofile de stejar bătrân cu Quercus robur pe câmpii nisipoase, Păduri aluvionare cu Alnus glutinosa și Fraxinus excelsior (Alno-Padion, Alnion incanae, Salicion albae).
La baza desemnării sitului se află un număr nedeclarat de specii protejate.